# Deblín
Deblín är en köping i Tjeckien.   Den ligger i regionen Södra Mähren, i den östra delen av landet, 160 km sydost om huvudstaden Prag. Deblín ligger 467 meter över havet och antalet invånare är 967.
Terrängen runt Deblín är platt åt sydväst, men åt nordost är den kuperad. Runt Deblín är det ganska tätbefolkat, med 90 invånare per kvadratkilometer. Närmaste större samhälle är Tišnov, 6,5 km nordost om Deblín. I omgivningarna runt Deblín växer i huvudsak blandskog.